# Raudholmane (Kvinnherad)
Ne doit pas être confondu avec Raudholmane.
Raudholmane est une île dans le landskap Sunnhordland du comté de Vestland. Elle appartient administrativement à Kvinnherad.

## Géographie
Rocheuse et pratiquement désertique, à fleur d'eau, elle s'étend sur environ 118 m de longueur pour une largeur approximative de 56 m. Il s'agit aussi d'une réserve naturelle.